# Cnecomymar
Cnecomymar is een geslacht van vliesvleugeligen uit de familie Mymaridae. De wetenschappelijke naam van dit geslacht is voor het eerst geldig gepubliceerd in 1963 door Ogloblin.

## Soorten
Het geslacht Cnecomymar omvat de volgende soorten:
- Cnecomymar bimaculatus Ogloblin, 1963
- Cnecomymar major Ogloblin, 1963
- Cnecomymar meridionalis Ogloblin, 1963
- Cnecomymar parvulus Ogloblin, 1963
- Cnecomymar pauperatus Ogloblin, 1963
- Cnecomymar terebrator Ogloblin, 1963